# Außensegment

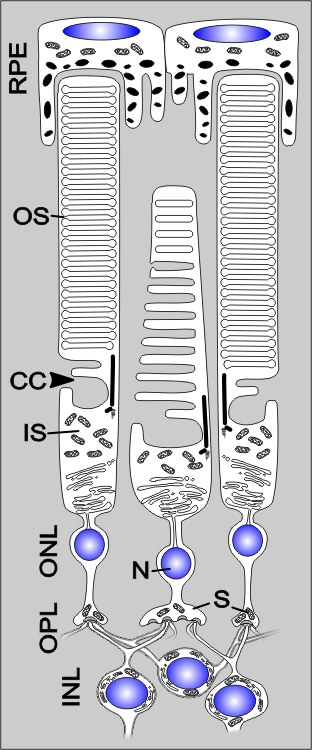
Schematische Darstellung von Stäbchen und Zapfen in der Netzhaut. Mit OS sind die Außensegmente bezeichnet.

Das Außensegment ist ein spezialisiertes Zellkompartiment der Fotorezeptoren in der Netzhaut des Auges. In den Außensegmenten (auch „Outer segment“, OS) findet ein wesentlicher Teil der Phototransduktion mittels des mit Retinal gekoppelten Sieben-Transmembranproteins Rhodopsin („Sehpurpur“) statt.
Im Aufbau des Außensegments unterscheiden sich die beiden Fotorezeptortypen: Die Außensegmente der Stäbchen sind lang, schmal und grenzen an das retinale Pigmentepithel (RPE), welches abgeschnürte, alte Membranstapel phagocytiert. Die Außensegmente der Zapfen sind dagegen wie die gesamte Zapfen-Fotorezeptorzelle kürzer als auch breiter als die Stäbchen und sie verlaufen konisch zu. Ein Außensegment ist über ein modifiziertes Cilium in dezentraler Lage, das Verbindungscilium („Connecting cilium“, CC), mit dem Rest der Zelle verbunden. Neun Mikrotubuli-Dupletts in nonagonaler Anordnung bilden die innere Struktur dieses unbeweglichen Ciliums.
Weiterhin besitzen die Außensegmente entweder viele, membranöse „Disks“ (Stäbchen) oder Membraneinfaltungen (Zapfen), in welches das Rhodopsin eingelagert ist, sowie weitere benötigte Proteine wie Transducin, Arrestin und eine cGMP-Phosphodiesterase. Das Rhodopsin macht über 90 % der Proteinmasse im Außensegment aus und ist der Startpunkt bei der Umwandlung eines äußeren Lichtreizes in ein physiologisches Signal.